# Topóliana
Topóliana, en grec moderne : Τοπόλιανα, est un village du dème d'Ágrafa, dans le district régional d'Eurytanie en Grèce-Centrale.
Selon le recensement de 2011, la population du village compte 110 habitants.